# Erebia clorinda
Erebia clorinda är en fjärilsart som beskrevs av Hartig 1940. Erebia clorinda ingår i släktet Erebia och familjen praktfjärilar. Inga underarter finns listade i Catalogue of Life.